# دييجو ليما
دييجو ليما (بالإنجليزية: Dhiego Lima؛ مواليد 31 يناير 1989) هو مُقاتل فنون قتالية مختلطة برازيلي معتزل.

## وصلات خارجية
- دييجو ليما على موقع يو إف سي (الإنجليزية)
- دييجو ليما على موقع شيردوغ (الإنجليزية)
- دييجو ليما على موقع Tapology.com (الإنجليزية)
- دييجو ليما على موقع IMDb (الإنجليزية)